# 소피아 이와니욱
소피아 이워닉(Sophia Ewaniuk, 영어 발음: /iːˈwɒnɪk/, 2002년 5월 10일 ~ )은 캐나다의 배우이다. ABC 시리즈 《해피 타운》에서 주연 에마 콘로이 역을 맡았다.

## 출연 작품

### 텔레비전
- 해피 타운 (2010, Happy Town) - 에마 콘로이 역
- 플래시포인트 (2010) - 라일리 애들러 역
- 코버트 어페어스 (2011)